# Тогочевце
Тогочевце (серб. Тогочевце) — населённый пункт в общине Лебане Ябланичского округа Сербии.

## Население
Согласно переписи населения 2002 года, в селе проживало 828 человек (все сербы).
| Численность населения | Численность населения | Численность населения | Численность населения | Численность населения | Численность населения | Численность населения | Численность населения |
| 1948                  | 1953                  | 1961                  | 1971                  | 1981                  | 1991                  | 2002                  | 2011                  |
| --------------------- | --------------------- | --------------------- | --------------------- | --------------------- | --------------------- | --------------------- | --------------------- |
| 966                   | 1014                  | 953                   | 955                   | 980                   | 925                   | 828                   | 698                   |

## Религия
Согласно церковно-административному делению Сербской православной церкви, село относится ко Второму бошняцкому приходу Ябланичского архиерейского наместничества Нишской епархии. В селе расположен храм Святителя Николая Чудотворца.